# Atarba (Atarbodes) rhodesiae
Atarba (Atarbodes) rhodesiae is een tweevleugelige uit de familie steltmuggen (Limoniidae). De soort komt voor in het Afrotropisch gebied.